# 彼得·弗伦克尔
彼得·弗伦克尔（德語：Peter Frenkel，1939年5月13日—），德国男子田径运动员。他曾代表东德参加1968年、1972年和1976年夏季奥林匹克运动会田径比赛，获得一枚金牌和一枚铜牌。